# The Sunchaser
The Sunchaser er en amerikansk film fra 1996, instrueret af Michael Cimino. Filmens hovedroller spilles af Woody Harrelson, Jon Seda og Anne Bancroft.